# فهمي عكيلة
فهمي يوسف عكيلة (أبو إيهاب؛ 7 سبتمبر 1937 - 28 ديسمبر 2010) هو لواء شرطة فلسطيني، ولد في مدينة يافا، غادر مع أسرته إلى غزة خلال نكبة عام 1948، تلقى تعليمه الأساسي والإعدادي والثانوي في مدارسها وحصل على شهادة الثانوية العامة عام 1956، التحق بأكاديمية الشرطة بمصر عام 1957 وتخرج منها برتبة ملازم وشهادة دبلوم العلوم الشرطية عام 1959.

## سيرته
التحق فهمي عكيلة بالعمل الشرطي في غزة عام 1959 حيث عمل في المباحث العامة، وتدرج في الرُتب حتى رتبة نقيب قبل الإحتلال الإسرائيلي للقطاع عام 1967.
بعد إحتلال القطاع استمر مديراً للتفتيش بإدارة العدل (المحاكم) حتى عام 1979. وخلال سنوات الإنتفاضة الأولى عُين نائب للقائد العسكري في غزة بقرار من الرئيس ياسر عرفات. وبعد ذلك انتقل إلى العمل في وزارة الصحة بوظيفة مدير إداري لمستشفى ناصر بمدينة خان يونس، ثم مديراً عاماً للمستشفيات والوحدات الصحية والرعاية الأولية في قطاع غزة حتى نهاية عام 1994. حصل خلال هذه السنوات على عدة دورات في إدارة الأعمال وإدارة المستشفيات والمراكز الصحية، واجتاز دورة لمدة عام في الإدارة والتطوير بإشراف البنك الدولي وجامعة هارفورد والجامعة العبرية.
في عام 1995 وبعد دخول منظمة التحرير الفلسطينية وقيام السلطة الوطنية صدر مرسوم رئاسي باستدعائه من وزارة الصحة للعودة للعمل كضابط شرطة سابق بمنصب مدير عام لإدارة البحث الجنائي برتبة عميد، وفي ذات العام صدر قرار بتعيينه مساعداً لمدير الشرطة للتفتيش مسؤولاً للحرس الجامعي في مديرية الشرطة، وبناءً على مرسوم رئاسي صدر أخر العام عُين مفتشاً عاماً للشرطة لمحافظات الوطن.
وفي عام 1996 صدر مرسوم بنقله إلى الضفة الغربية لشغل منصب مدير عام شرطة محافظة أريحا إضافة إلى عمله كمفتش عام للشرطة، وبدعوة من وزارة الداخلية الألمانية عام 1999 أُختير كأحد قيادات جهاز الشرطة للمشاركة في دورة تدريبية لقيادات الشرطة الفلسطينية في معهد إعداد وتعليم الدبلوماسيين في العالم الثالث ببرلين. وفي عام 2001 كُلف للعمل مديراً عاماً لإدارة المخدرات بصفة مؤقتة وذلك لإعادة هيكلة وتنظيم العمل بهذه الإدارة. حصل على رتبة لواء في شهر فبراير عام 2005 وبعد شهرين أُحيل للتقاعد.
فهمي عكيلة متزوج وله ولدان وبنت، ويشار أن ابنته هبة عكيلة إعلامية فلسطينية (أم مهند؛ وُلدت في 9 أغسطس 1971) وهي من رائدات العمل الصحفي.
توفي عام 2010 بعد صراع طويل مع المرض. ونعاه اللواء حازم عطا الله مدير عام الشرطة في برقية تعزية أرسلها لأسرته.